# Walter Cecil Macfarren

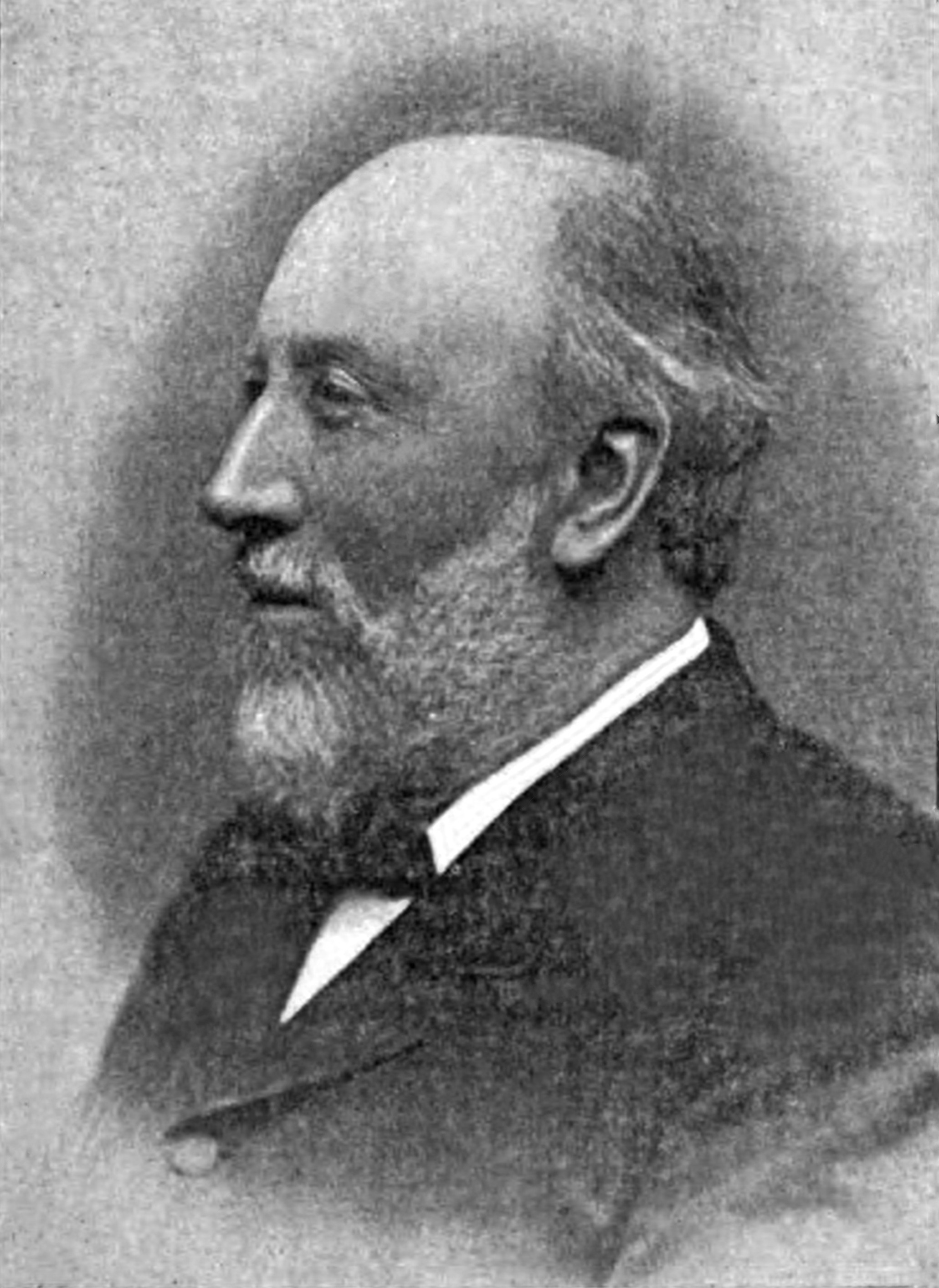
Walter Cecil Macfarren.

Walter Cecil Macfarren, född den 28 augusti 1826 i London, död där den 2 september 1905, var en engelsk musiker. Han var son till George Macfarren.
Macfarren komponerade kör- och kammarmusikverk och utgav liksom sin bror George Alexander Macfarren klassikerna (Mozart, Beethoven).